# Rhodostemonodaphne napoensis
Rhodostemonodaphne napoensis är en lagerväxtart som beskrevs av Madriñán. Rhodostemonodaphne napoensis ingår i släktet Rhodostemonodaphne och familjen lagerväxter. Inga underarter finns listade i Catalogue of Life.